# Блидерсдорф
Блидерсдорф (њем. Bliedersdorf) општина је у њемачкој савезној држави Доња Саксонија. Једно је од 40 општинских средишта округа Штаде. Према процјени из 2010. у општини је живјело 1.687 становника. Посједује регионалну шифру (AGS) 3359007.

## Географски и демографски подаци
Блидерсдорф се налази у савезној држави Доња Саксонија у округу Штаде. Општина се налази на надморској висини од 23 метра. Површина општине износи 12,4 km².

## Становништво
У самом мјесту је, према процјени из 2010. године, живјело 1.687 становника. Просјечна густина становништва износи 136 становника/km².